# Sigurd Islandsmoen

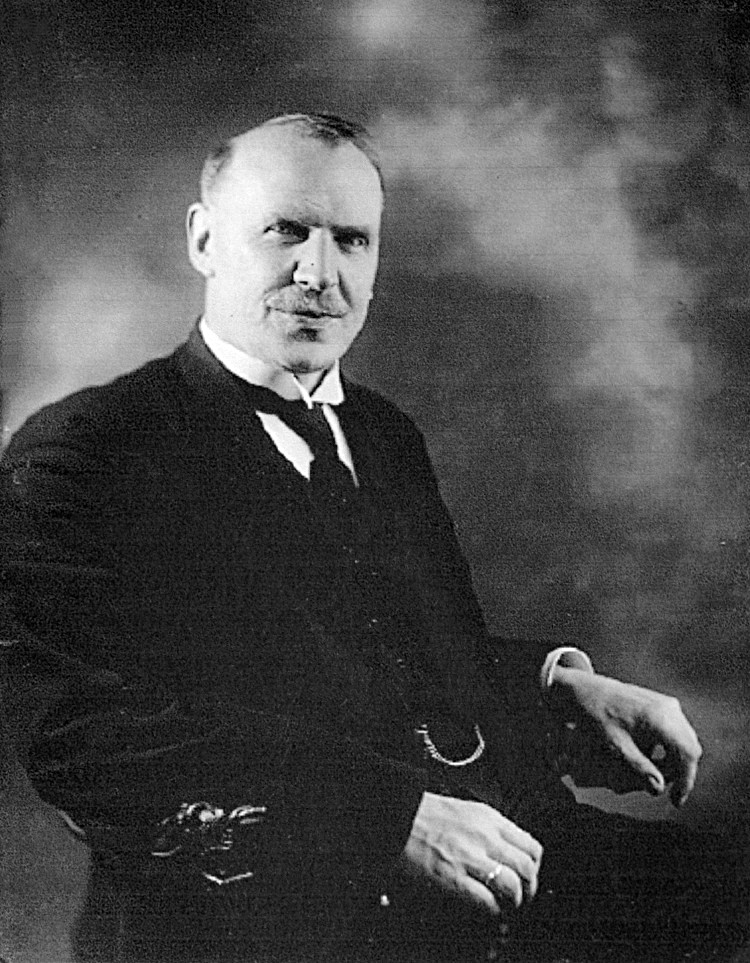
Sigurd Islandsmoen

Sigurd Islandsmoen (* 28. August 1881 in Bagn (Sør-Aurdal); † 1. Juli 1964 in Moss, Østfold). war ein norwegischer Komponist. Er studierte am Musikkonservatorium in Oslo, später auch in Leipzig, wo unter anderem Max Reger sein Lehrer war. Von 1916 bis 1961 war er Organist an der Kirche in Moss. Er komponierte zahlreiche Oratorien, Orchesterwerke, Kammermusik, Klavier-, Orgel- und Chorwerke.

## Werke (in Auswahl)
- Israel i fangenskap (UA: 1931)
- Heimat frå Babel (UA: 1934)
- Requiem (1935–1936, UA: 1943)
- Missa solemnis (UA: 1954)
- Gudrun Laugvar
- Missa Nidrosiense (1963)
- Zwei Sinfonien
- Norsk ouverture